# Sunn

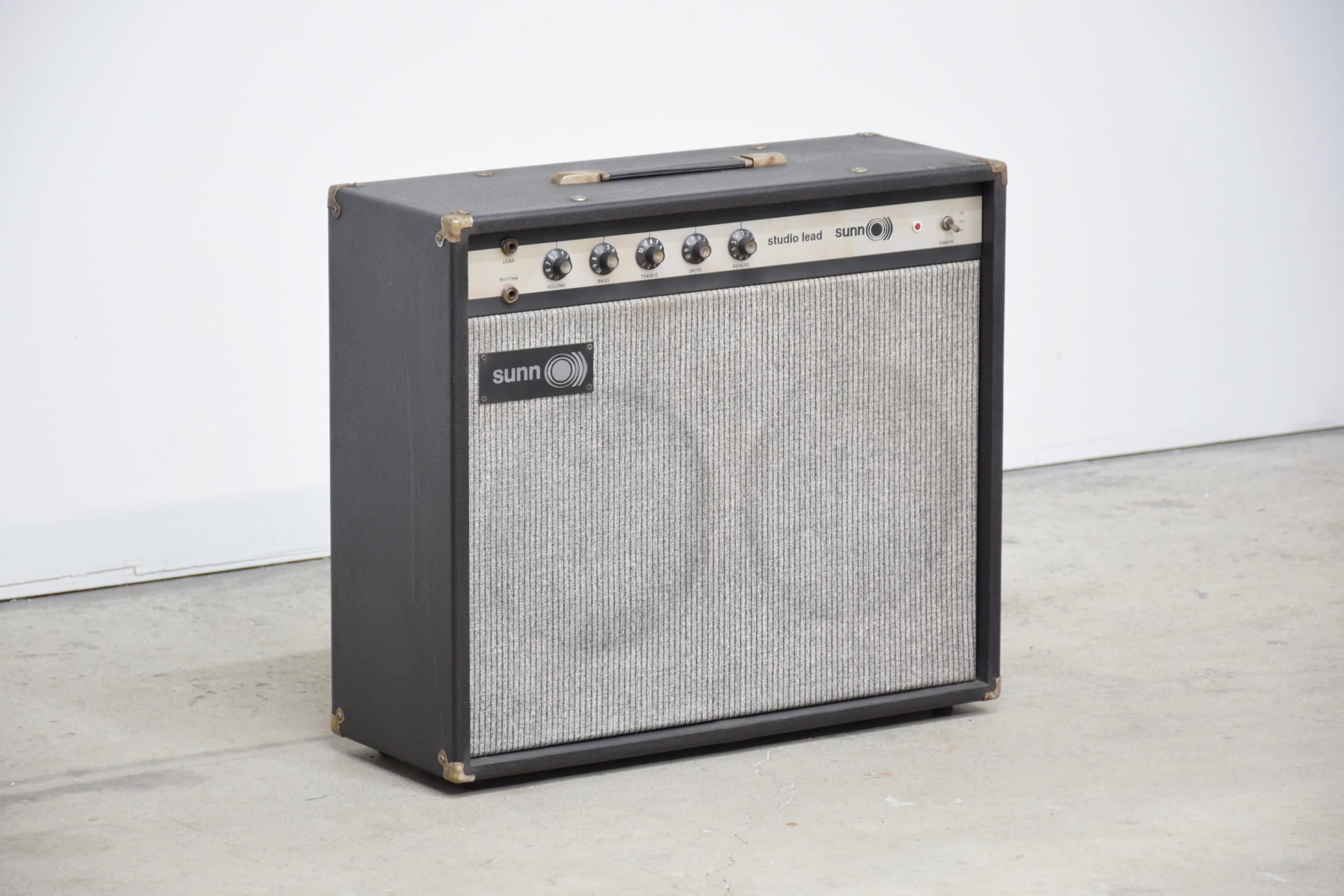
Kaz Oshiro (Verstärker)

Sunn ist eine US-amerikanische Handelsmarke, unter der von Mitte der 1960er-Jahre bis zum Jahr 2002 Gitarrenverstärker hergestellt und vertrieben wurden. Gründer der Sunn Musical Equipment Company sind Norm Sundholm – Bassist der heute noch immer aktiven Band The Kingsmen – und dessen Bruder Conrad Sundholm aus Portland, Oregon. Aufgrund der immer größer werdenden Auftritte von The Kingsmen in den 1960er-Jahren und der Tatsache, dass die Leistung von deren Bühnen-Equipment (im Speziellen Norm Sundholms Bass-Verstärker) nicht mehr ausreichte, um die Konzertsäle zu beschallen, sah sich der Bassist gezwungen, mit seinem Bruder selbst Verstärker zu bauen. So wurden Mitte der 1960er erstmals Verstärker für E-Gitarre und E-Bass von deren Unternehmen Sunn Musical Equipment Company hergestellt. Die von den beiden Brüdern gebauten Verstärker wurden beliebter, und das Unternehmen wuchs. Nach Meinungsverschiedenheiten der beiden Brüder stieg Norm in den 1970er-Jahren aus dem Unternehmen aus. Wenig später wurde Sunn an die Hartzell Corporation verkauft, die die Herstellung von Sunn-Verstärkern fortsetzte. In den 1980ern kaufte das Unternehmen Fender Sunn auf und stellte ebenfalls eine Zeit lang Sunn-Verstärker her, bis 2002 die Produktion von Sunn-Equipment eingestellt wurde. Heute sind Sunn-Verstärker daher nicht mehr im freien Handel, sondern nur noch auf dem Gebrauchtmarkt erhältlich. Im Laufe der Zeit wurden über 40 verschiedene Modelle von Sunn-Verstärkern gebaut. Diese Verstärker hatten einen großen Einfluss auf den Klang diverser Rockbands.
Im Herbst 2023 wurden von einer Gruppe verschiedener Führungskräfte aus der Musik- und Elektroindustrie wieder einige Verstärker und Lautsprecherboxen als Neuauflage angekündigt.

## Musiker, die Verstärker von Sunn benutz(t)en
- 1000mods
- Earth
- Kurt Cobain
- Kyuss
- Isis
- The Who
- The Moody Blues
- Cream
- Mountain
- Steppenwolf
- Kiss
- Rush
- The Melvins
- Melt Banana
- Queen
- Sunn O)))
- The Jimi Hendrix Experience
- Tony Iommi
- Pete Townshend
- Noel Redding
- Colour Haze
- Obelyskkh
- Red Fang
- Tragedy
- Toner Low
- Coogans Bluff
- Peter Braunholz

## Trivia
- Die Booklet-Innenseite des Kyuss-Albums Blues For The Red Sun zeigt das Sunn-Concert-Bass-Topteil und eine große Lautsprecherbox mit der Aufschrift Kyuss, die in einer Wüste stehen.
- Die Band Sunn O))) hat sich nach dem Unternehmen benannt, da Sunn-Verstärker charakteristisch für den Klang der Band sind, vor allem die Kombination aus E-Gitarre und Sunn-Bass-Verstärker.
- Earth veröffentlichte ein Live-Album mit dem Titel Sunn Amps and Smashed Guitars.